# 托里霍德尔坎波
托里霍德尔坎波，是西班牙阿拉贡自治区特鲁埃尔省的一个市镇。总面积44平方公里，总人口559人（2001年），人口密度13人/平方公里。